# Micippa curtispina
Micippa curtispina is een krabbensoort uit de familie van de Majidae. De wetenschappelijke naam van de soort is voor het eerst geldig gepubliceerd in 1870 door Haswell.